# Удінцева
Удінце́ва (рос. Удинцева) — присілок у складі Ірбітського міського округу Свердловської області.
Населення — 108 осіб (2010, 138 у 2002).
Національний склад населення станом на 2002 рік: росіяни — 98 %.